# Teatre social

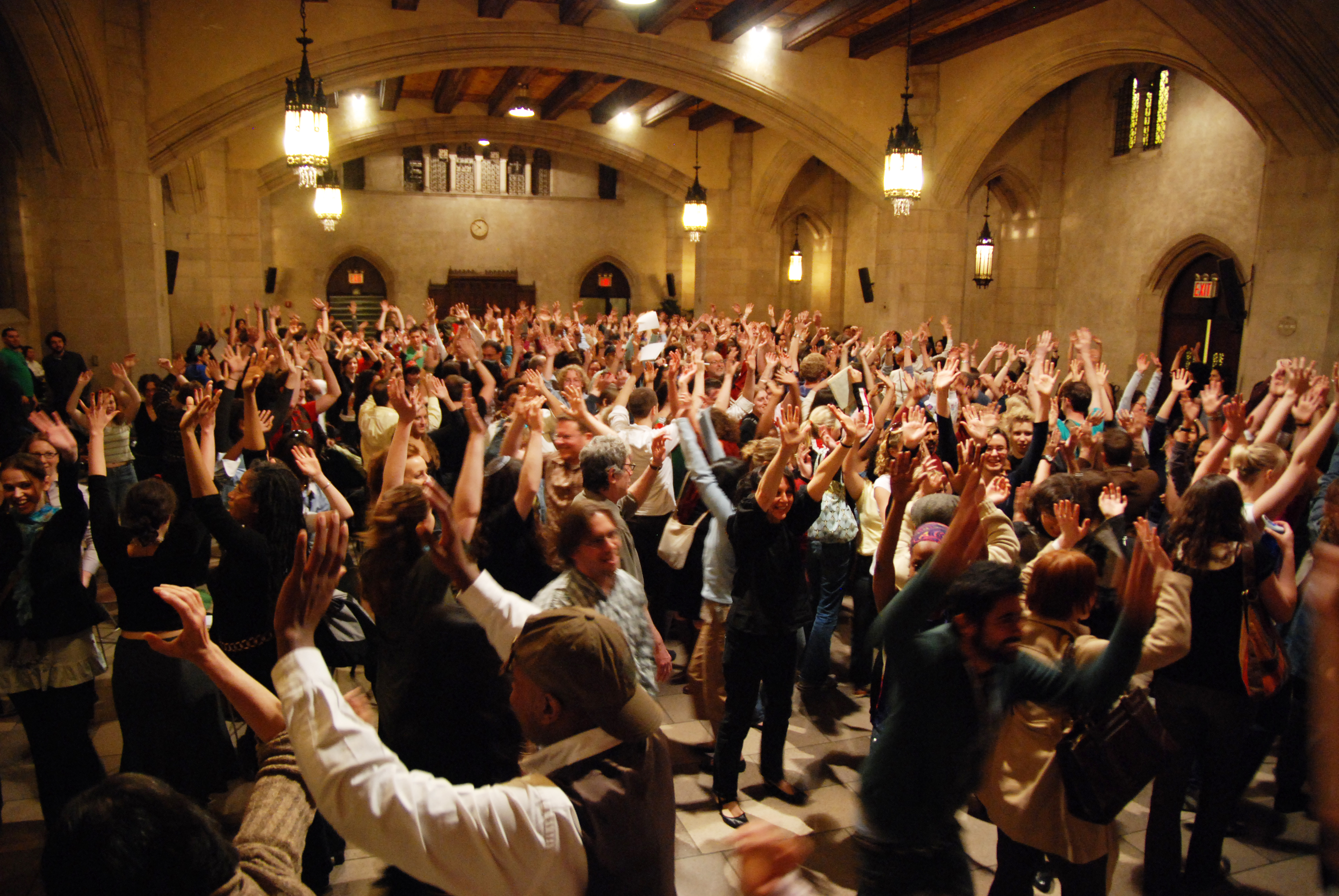
Teatre social a Nova York, 2008

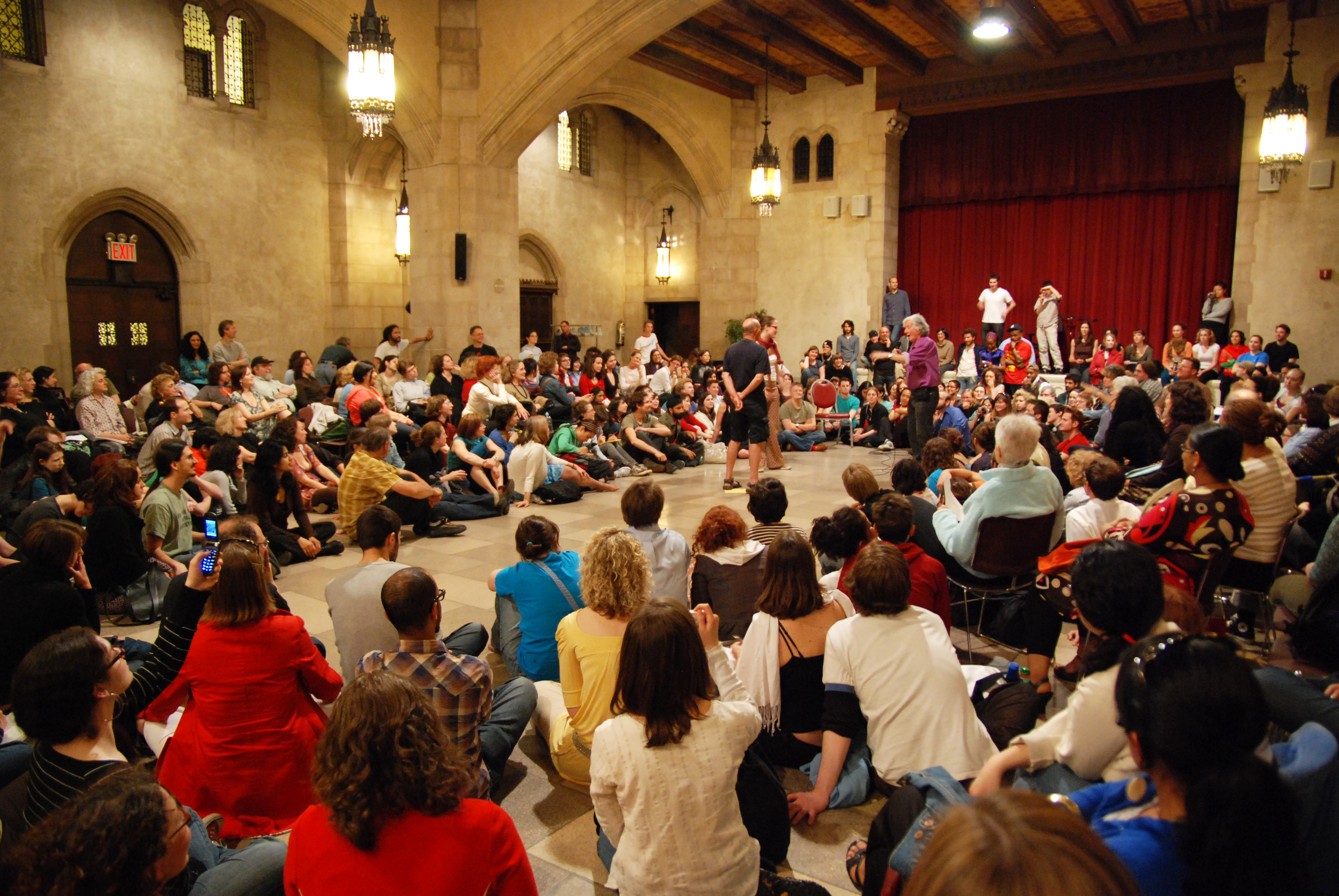
Un altre moment de l'obra

El teatre social és un gènere de les arts escèniques que utilitza tècniques teatrals per a la visibilització, reflexió i resolució de conflictes socials. També es fa servir per a ajudar a buscar solucions en conflictes interpersonals i amb col·lectius en risc d'exclusió. Una de les seves característiques és que es tracta d'un teatre interactiu que compta amb la participació física i psíquica per part del públic.
Evoluciona a partir del teatre sociològic, de temàtica social però que no fèia participar el públic. Al canvi de segle xix al XX els anarquistes europeus ja van començar a reivindicar un teatre "social" o "sociològic", de temàtica social de l'estil de la que es busca al teatre fòrum. El teatre social del segle XXI està basat en pretextos dramàtics d'Allan Owens (utilització d'històries o contes com a pretext per a tractar un tema conflictiu) i tècniques de pedagogia de teatre de l'oprimit d'Augusto Boal: teatre invisible, teatre fòrum, teatre imatge, teatre periodístic, teatre legislatiu i arc iris del desig. També se solen incloure jocs d'entrenament actoral típics, abans de l'obra, que fan conjuntament els actors i el públic per a relaxar-se, concentrar-se, despertar els sentits i escalfar el cos.
La companyia de teatre Pa'tothom el primer centre de teatre social i teatre de l'oprimit de l'Estat Espanyol reconegut mundialment. Una de les seves obres teatrals és Amina busca feina. Glòria Rognoni (Els Joglars) dirigeix el grup de teatre social de l'entitat Femarec, amb actors que pateixen discapacitats psíquiques o malalties mentals. Altres companyies de teatre social barcelonines són Impacta T Intervencions Teatrals, La Xixa Teatre o NUS Cooperativa.
S'està treballant per part de Femarec en una obra que reflexi com va col·laborar el Cas Pallerols en l'activitat dels organitzadors així com minihistòries de firmes de cursos fantasmes del Forcem i FTFE i el Fons Social Europeu.